# Maria Moninckx

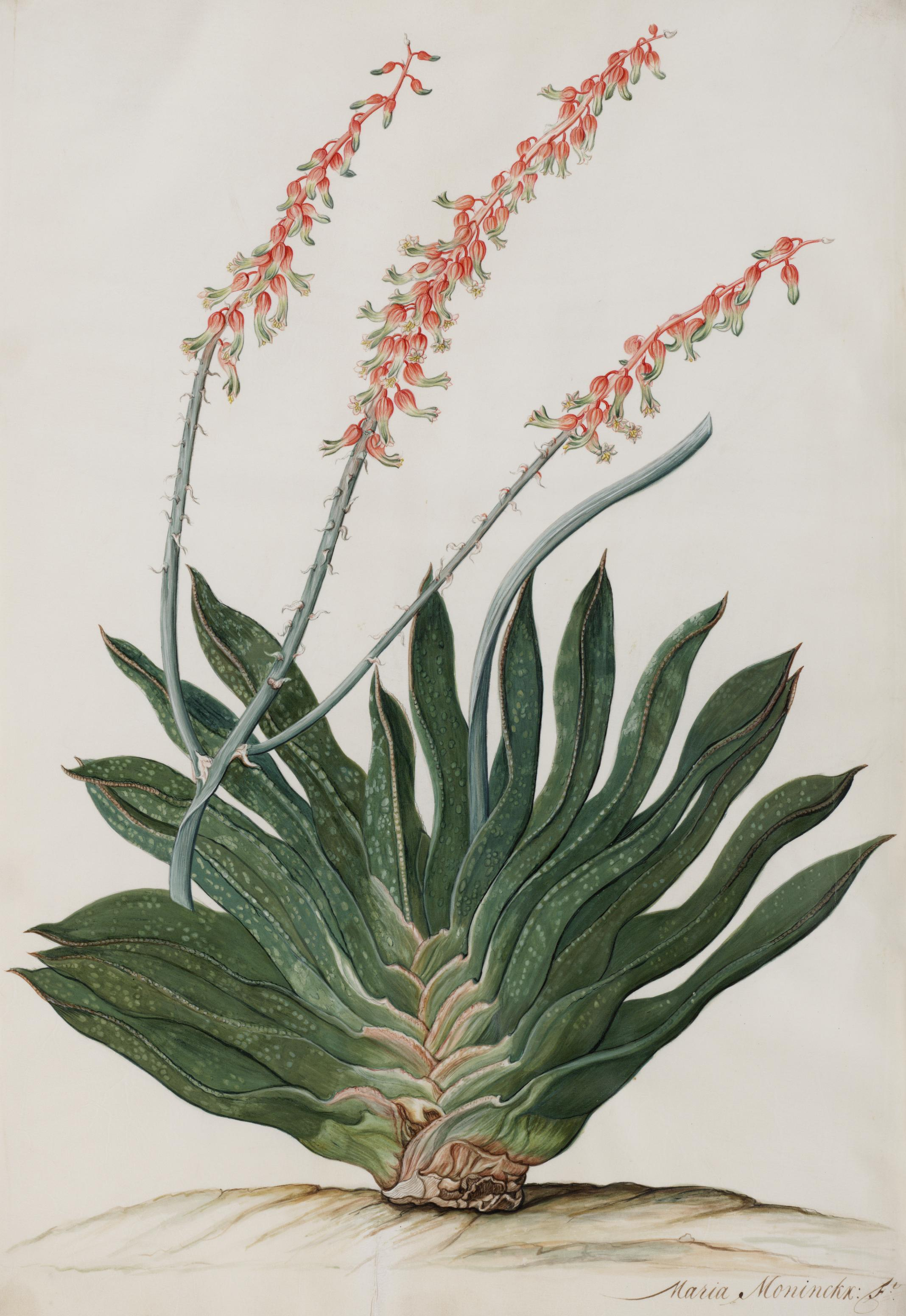
Gasteria brachyphylla (Salm-Dyck) Van Jaarsv.

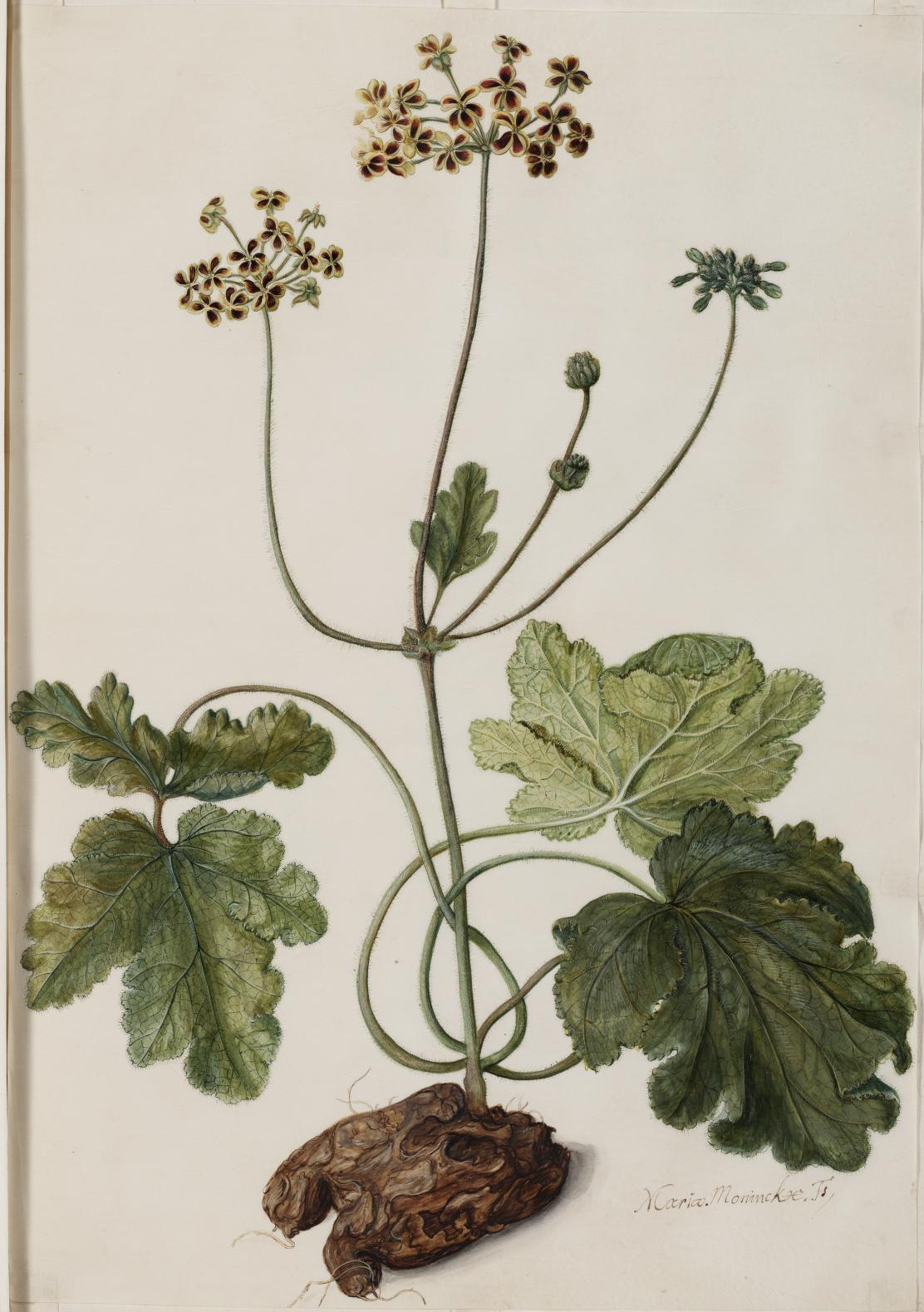
Pelargonium lobatum (Burm.f.) Willd.

Maria Moninckx (Den Haag, 22 april 1673 – Amsterdam, begraven 26 februari 1757) was een Nederlands bloemschilderes. 22 april 1673 wordt genoemd als haar doopdatum, maar in 1723 beweerde ze 47 jaar te zijn. Mogelijk is op voorgenoemde datum een vroeggestorven zusje gedoopt.
Maria Moninckx was de dochter van de kunstschilder Johannes Moninckx. Ze ging werken als bloemschilder, waarbij ze samenwerkte met Jan Moninckx. De precieze familieband tussen de twee is niet bekend. Het is aannemelijk dat hun samenwerking ervoor zorgde dat ze naar Amsterdam verhuisde. Daar maakte ze samen met Alida Withoos en Johanna Helena Graff tekeningen voor de Moninckx-atlas. Voor deze atlas werden van 1686 tot en met 1749 tekeningen gemaakt en hij omvat aquarellen van circa 420 planten uit de Hortus Medicus te Amsterdam. 101 tekeningen zijn van de hand van Maria Moninckx.
Tevens was Moninckx een van de kunstenaressen die voor Agneta Block, verzamelaar van kunst en naturalia, een deel van de collectie in de Vijverhof op schilderdoek vastlegde.